# Мохилл
Мохилл (англ. Mohill; ирл. Maothail, Моахалль) — деревня в Ирландии, находится в графстве Литрим (провинция Коннахт).
Местная железнодорожная станция была открыта 24 октября 1887 года и закрыта 1 апреля 1959 года.

## Демография
Население — 931 человек (по переписи 2006 года). В 2002 году население составляло 786 человек.
Данные переписи 2006 года:
| Общие демографические показатели |               |                               |                               |      |      |
| Всё население                    | Всё население | Изменения населения 2002—2006 | Изменения населения 2002—2006 | 2006 | 2006 |
| 2002                             | 2006          | чел.                          | %                             | муж. | жен. |
| 786                              | 931           | 145                           | 18,4                          | 458  | 473  |